# The Slaughter Rule

The Slaughter Rule est un film américain d'Alex Smith et Andrew J. Smith, sorti en salles en 2002.

## Synopsis
Montana. Roy Chutney, livré à lui-même depuis le décès de son père, a perdu le goût de vivre. Un jour, il fait la rencontre de Gideon Ferguson, un entraîneur de football américain, qui recrute des adolescents bagarreurs pour monter une équipe de six-man football, un dérivé brutal de cette discipline sportive. Roy ne tarde pas à rallier les rangs de l'équipe...

## Fiche technique
- Titre : The Slaughter Rule
- Réalisation et scénario : Alex Smith et Andrew J. Smith
- Musique : Jay Farrar
- Producteurs : Gavin O'Connor, Greg O'Connor, Michael A. Robinson et David O. Russell
- Coproducteurs : Christopher Cronyn, Josh Fagin et Robert Hawk
- Producteur associé : Kevin Goodman
- Producteur exécutif : Jerry McFadden
- Directeur de la photographie : Eric Alan Edwards
- Montage : Brent White (en)
- Distribution des rôles : Betty Ann Conard, Felicia Fasano, Anne McCarthy et Mary Vernieu
- Création des décors : John Johnson
- Direction artistique : Raymond Pumilia
- Création des costumes : Kristin M. Burke
- Premier assistant réalisateur : Simona Aranda
- Second assistant réalisateur : Kelsi MacIntyre
- Dates de tournage : novembre -  décembre 2000 (24 jours)
- Budget : 500 000 dollars[1]
- Box-office  États-Unis : 13,411 dollars[2]
- Pays :  États-Unis
- Genre : Drame
- Durée : 112 minutes
- Dates de sortie en salles : 
  -  États-Unis  : 11 janvier 2002 (Sundance Film Festival), 8 mars 2002 (South by Southwest Film Festival), 9 novembre 2002 (AFI Film Festival)
  -  France :  17 mai 2003 (Cannes Film Market)

## Distribution
- Ryan Gosling : Roy Chutney
- David Morse : Gideon 'Gid' Ferguson
- Clea DuVall : Skyla Sisco
- David Cale : Floyd aka Studebaker
- Eddie Spears : Tracy Two Dogs
- Kelly Lynch : Evangeline Chutney
- Amy Adams : Doreen
- Ken White : Russ Colfax
- Noah Watts : Waylon Walks Along
- Kim DeLong : Lem Axelrod
- Geraldine Keams : Gretchen Two Dogs